# 小行星4611
小行星4611（英語：4611 Vulkaneifel）是一颗围绕太阳公转的小行星。1989年4月5日，M. Geffert在拉西拉天文台发现了此天体。
这颗小行星的绝对星等为274.006725918432等。